# 城子內
城子內，原寫為城仔內，是臺灣臺南市七股區的一個傳統地域名稱，位於該區東北部。相較於今日行政區，其範圍大致為後港里不含東北部及西南部。
本地區境內主要聚落為城仔內、水師藔。

## 歷史
台灣日治初期，城子內地區為一街庄，稱為「城仔內庄」（舊制街庄），隸屬於蕭壠堡。該庄昔日北與後港庄為鄰，東與下營庄為鄰，南邊為篤加庄，西邊為頂山仔庄。
1901年（日治明治三十四年）11月11日，全台廢縣廳改設二十廳，該庄隸屬於鹽水港廳。1904年（明治三十七年）4月1日，該庄編入「下營區」，隸屬於鹽水港廳。1906年（明治三十九年）4月1日，鹽水港廳內管轄區域調整，該庄仍隸屬於下營區。1909年（明治四十二年）10月25日，全台合併二十廳為十二廳，下營區改隸屬於臺南廳。1920年（大正九年）10月1日，全台地方制度大改正，廢十二廳改設五州二廳，該庄改制並雅化為「城子內」大字，隸屬於臺南州北門郡七股庄（新制街庄）。
戰後七股庄改制為七股鄉，隸屬於臺南縣，大字亦改制為村。1950年（民國39年）10月25日，雲、嘉、南分治，七股鄉仍隸屬於臺南縣。2010年（民國99年）12月25日，臺南縣、市合併為直轄臺南市，七股鄉改制為七股區，村亦改制為里。

## 聚落
本地區發展較早的聚落為城仔內、水師藔，在日治初期的官方地圖上已有記載。

## 交通
省道台17線又稱「西部濱海公路」，是甲南至水底寮的幹道，經過本地區西部接近邊界地帶。由該道路北行可前往將軍區、北門區、嘉義縣布袋鎮、東石鄉等地；南行可前往七股區七股地區、安南區、臺南市北區/中西區、南區等地。
區道南26線是青鯤鯓至佳里的道路，經過本地區城仔內聚落。
區道南26-1線是城子內至港西的道路，其南側端點（終點）位於本地區東部城仔內聚落東側的區道南26線暨區道南26-2線終點路口。
區道南26-2線是水師寮至城子內的道路，全線位於本地區境內，其西側端點（起點）位於本地區西部略偏北的省道台17線路口，東側端點（終點）位於本地區東部城仔內聚落東側的區道南26線暨區道南26-1線起點路口，中間會經過水師藔聚落。